# Северный (Лабинский район)
Северный — хутор в Лабинском районе Краснодарского края.
Входит в состав Вознесенского сельского поселения.

## География
Хутор расположен в 10 км северо-западнее административного центра поселения — станицы Вознесенской.

### Улицы
- ул. Гагарина,
- ул. Полевая,
- ул. Степная.

## Население
| 2002 | 2010 |
| ---- | ---- |
| 185  | ↘177 |